# Data Base Task Group
Data Base Task Group (DBTG) — рабочая группа, образованная в 1965 году Cobol Committee, бывшим Programming Language Committee, входящим в Conference of Data Systems Language (CODASYL). (Изначально называлась List Processing Task Force, в 1967 году переименована в DBTG.)
Помимо разработки языка COBOL в рамках консорциума CODASYL была сформирована группа Data Base Task Group, которой было поручено разработать универсальный язык для баз данных, встроенный в COBOL. Первый отчет этой группы вышел в январе 1968 года и назывался «Расширения языка COBOL для работы с базами данных» («COBOL Extensions to Handle Data Bases»). В 1969 году группа опубликовала спецификацию языка для сетевой модели данных, которая получила название модель данных DBTG или модель данных CODASYL («CODASYL Data Model»).
В апреле 1971 года DBTG опубликовала отчёт, содержащий спецификации языка описания данных (англ. Data Definition Language, DDL) и языка управления (манипулирования) данными (англ. Data Manipulation Language, DML), который добавлял в язык COBOL несколько новых ключевых слов-глаголов.
Спецификации были последовательно доработаны в различных комитетах и опубликованы в соответствующих отчётах в 1973 и 1978 годах. ANSI и ISO одобрили эти спецификации, дав им название «Network Database Language» (NDL), и ISO оформила эту спецификацию своим стандартом ISO 8907:1987. Этот стандарт так никому и не понадобился, и он потерял свою силу в 1998 году.
Как модель данных, так и многие концепции и понятия из области баз данных были впервые введены этой рабочей группой. Одними из наиболее значимых понятий является схема базы данных.